# Rudy Cardozo
Rudy Alejandro Cardozo Fernandez (Tarija, 12 febbraio 1990) è un calciatore boliviano, centrocampista dell'Template:Independiente Petrolero.

## Palmarès

### Competizioni nazionali
- Campionato boliviano: 2

Bolívar: Apertura 2009, Adecuación 2011